# Symplecta
Symplecta är ett släkte av tvåvingar som beskrevs av Johann Wilhelm Meigen 1830. Symplecta ingår i familjen småharkrankar.

## Bildgalleri

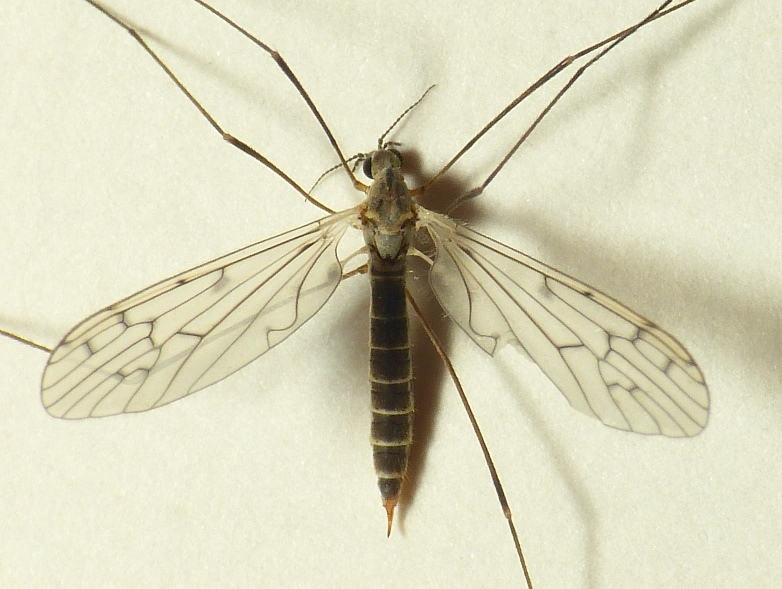
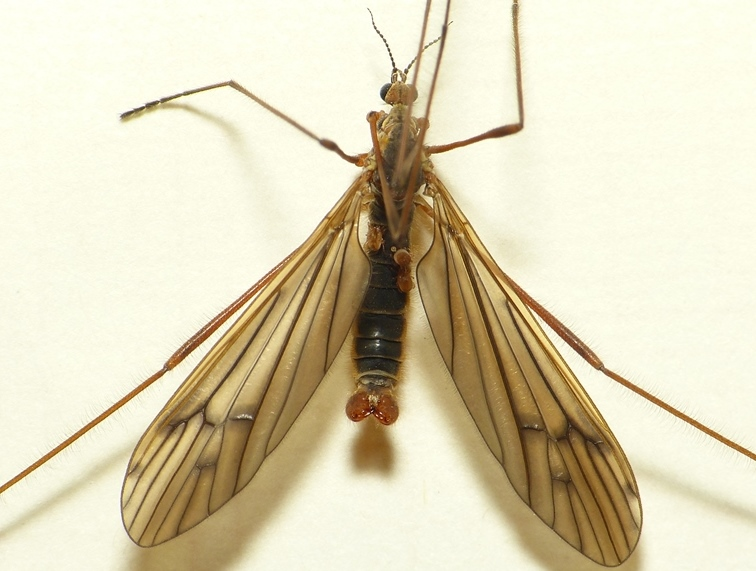

## Dottertaxa tillSymplecta, i alfabetisk ordning[1][2]
- Symplecta alexanderi
- Symplecta anthracogramma
- Symplecta antipodarum
- Symplecta apphidion
- Symplecta bequaertiana
- Symplecta bergrothi
- Symplecta beringiana
- Symplecta bispinigera
- Symplecta bisulca
- Symplecta bizarrea
- Symplecta brachyptera
- Symplecta brevifurcata
- Symplecta cana
- Symplecta cancriformis
- Symplecta carsoni
- Symplecta chaetophora
- Symplecta chosenensis
- Symplecta churchillensis
- Symplecta colombiana
- Symplecta confluens
- Symplecta cramptonella
- Symplecta denali
- Symplecta diadexia
- Symplecta dorothea
- Symplecta ecalcar
- Symplecta elongata
- Symplecta epicharis
- Symplecta fausta
- Symplecta fenestrata
- Symplecta gobiensis
- Symplecta grata
- Symplecta harteni
- Symplecta hirsutissima
- Symplecta holdgatei
- Symplecta honshuensis
- Symplecta hybrida
- Symplecta hygropetrica
- Symplecta inconstans
- Symplecta irata
- Symplecta janetscheki
- Symplecta laevis
- Symplecta laticeps
- Symplecta laudatrix
- Symplecta lindrothi
- Symplecta lucia
- Symplecta luctuosipes
- Symplecta luliana
- Symplecta macroptera
- Symplecta mafuluensis
- Symplecta mckinleyana
- Symplecta megarhabda
- Symplecta meigeni
- Symplecta microcellula
- Symplecta neomexicana
- Symplecta nigrohalterata
- Symplecta novaezemblae
- Symplecta peayi
- Symplecta peregrinator
- Symplecta pilipes
- Symplecta platymera
- Symplecta polycantha
- Symplecta preclara
- Symplecta preclaroides
- Symplecta propensa
- Symplecta punctulata
- Symplecta pusilla
- Symplecta rainieria
- Symplecta recurva
- Symplecta rotundiloba
- Symplecta rutshuruensis
- Symplecta scotica
- Symplecta sheldoni
- Symplecta shikokuensis
- Symplecta shoshone
- Symplecta sinawava
- Symplecta sparsa
- Symplecta stictica
- Symplecta sunwapta
- Symplecta sweetmani
- Symplecta sylleptor
- Symplecta taficola
- Symplecta telfordi
- Symplecta triangula
- Symplecta tridenticulata
- Symplecta trilaciniata
- Symplecta tripilata
- Symplecta verna
- Symplecta winthemi
- Symplecta yasumatsui
- Symplecta zukeli